# Massava
Massava là một chi bướm đêm thuộc họ Erebidae.